# Owasco
Owasco – miasto w Stanach Zjednoczonych, w stanie Nowy Jork, w hrabstwie Cayuga.
Miasto leży w pobliżu jeziora Owasco.